# 長野県立長野南高等学校
もしかして
- 長野県長野南高等学校

ではありませんか？